# Joep Verburg
Johannes Jacobus Ignatius (Joep) Verburg (Den Haag, 5 juli 1945) is een Nederlands rechtsgeleerde, rechter en voormalig hoogleraar aan de Universiteit Utrecht.

## Leven en werk
Verburg werd in 1945 in Den Haag geboren. Na het behalen van het gymnasiumdiploma studeerde hij Nederlandse wetgeving aan de Universiteit Leiden. In 1975 promoveerde hij aldaar tot doctor op het proefschrift Het verschoningsrecht van getuigen in strafzaken. In 1985 werd hij hoofddirecteur bestuurlijke en juridische zaken van Rijkswaterstaat. Van 1986 tot 1994 was Verburg werkzaam als bijzonder hoogleraar waterstaats- en waterschapsrecht aan de Universiteit Utrecht. Verburg was president van het Gerechtshof Den Haag van 2001-2012. Na zijn terugtreden als president was hij tot 1 augustus 2015 werkzaam als coördinerend vicepresident senior van dat gerechtshof. In die hoedanigheid was hij voorzitter van het project Innoverende Hoven dat in 2013 werd afgesloten met de gelijknamige publicatie (red. met A.M. Hol). Thans is Verburg nog actief als arbiter voor de Raad van Arbitrage voor de Bouw en als Expert voor het GRECO programma IV van de Raad van Europa. Verburg ontving voor zijn proefschrift de Moddermanprijs (1978) en vanwege zijn verdiensten voor de waterschappen de Zilveren penning van de Unie van Waterschappen (1994). Hij werd in 2015 benoemd tot Officier in de Orde van Oranje-Nassau.
- International Standard Name Identifier: 0000 0000 2556 2270
- Library of Congress Control Number: n85354849
- Nederlandse Thesaurus van Auteursnamen: 068417403
- Virtual International Authority File: 67927737
- WorldCat: E39PBJk4y4b7WVKKgwtgkVjgrq